# Francisco I. Madero (Ángel Albino Corzo)
Francisco I. Madero es una localidad del estado mexicano de Chiapas. Es parte del municipio de Ángel Albino Corzo.

## Toponimia
El nombre de la localidad rinde homenaje a Francisco I. Madero, presidente de México de 1911 a 1913.

## Demografía
| Gráfica de evolución demográfica |
|                                  |

| Censo | Población |
| ----- | --------- |
| 1930  | 178       |
| 1940  | 220       |
| 1950  | 294       |
| 1960  | 349       |
| 1970  | 520       |
| 1980  | 335       |
| 1990  | 1 187     |
| 2000  | 1 461     |
| 2010  | 1 819     |
| 2020  | 2 126     |